# Colom verdós cuafalcat
El colom verdós cuafalcat (Treron sphenurus) és una espècie d'ocell de la família dels colúmbids (Columbidae) que habita boscos de muntanya d'Àsia meridional des dels Himàlaies del nord de l'Índia cap a l'est fins al sud de la Xina, cap al sud, a través de Myanmar, Tailàndia, Laos i el Vietnam, i a les muntanyes de Sumatra, Java i Lombok.